# Microdus miquelianus
Microdus miquelianus är en bladmossart som beskrevs av Bescherelle in Paris 1897. Microdus miquelianus ingår i släktet Microdus och familjen Dicranaceae. Inga underarter finns listade i Catalogue of Life.